# Drapeau de guerre

Drapeau de guerre de la Hongrie, du 1er janvier 1939 au 8 mai 1945.

Un drapeau de guerre (drapeau militaire ou drapeau de bataille) est une variante d'un drapeau national destinée à être utilisée par les forces militaires terrestres d'une nation. Son équivalent nautique est appelé pavillon naval (pavillon de guerre). La forme carrée du drapeau national de la Suisse (ainsi que des cantons et des communes qui la composent) et du Vatican est issue de la forme que possédaient les drapeaux de guerre à la fin du Moyen Âge et au début de l'Époque moderne.